# Сутюшев, Мидхат Усманович
Мидхат Усманович Сутюшев — советский хозяйственный, государственный и политический деятель.

## Биография
Родился в 1926 году в Петропавловске. Член КПСС.
С 1942 года — на хозяйственной, общественной и политической работе.
- В 1942—1961 гг. — фрезеровщик, наладчик станков, мастер, инженер, начальник цеха, заместитель директора Петропавловского машиностроительного завода имени Кирова.[1]
- В 1961—1989 гг. — директор Петропавловского машиностроительного завода имени Кирова.[1]

C 1990 гг. — председатель Петропавловского городского совета ветеранов войны и труда.
Избирался депутатом Верховного Совета Казахской ССР 8-го созыва, народным депутатом Казахской ССР (1990—1995).
Умер в Петропавловске в 1996 году, похоронен на Старом мусульманском кладбище.